# Robert Walter Johnson
Robert Walter Johnson (* 16. April 1899 in Norfolk, Virginia; † 28. Juni 1971 in Lynchburg, Virginia) war ein US-amerikanischer Tennisfunktionär.

## Leben und Leistung
Johnson setzte sich für die Gleichberechtigung von weißen und afroamerikanischen Tennisspielern ein und förderte die Karrieren von Tennislegenden wie Althea Gibson und Arthur Ashe. In der 1916 gegründeten und 1926 als Kapitalgesellschaft registrierten American Tennis Association (ATA) kreierte Robert Walter Johnson das ATA Junior Development Program, welches hunderte afroamerikanische und weiße Jugendliche unterstützte. Für seine Leistungen wurde Johnson 2009 posthum in die International Tennis Hall of Fame aufgenommen.